# Start Again (песня OneRepublic)
«Start Again» — песня американской поп-рок-группы OneRepublic при участии американского рэпера Logic. Песня была выпущена 15 мая 2018 года как сингл из саундтрека 2-го сезона сериала «13 причин почему». Трек был выпущен на лейблах Mosley Music Group и Interscope Records. Песня была написана фронтменом OneRepublic Райаном Теддером, рэпером Logic, Анитой Блей, Дэнни Маджиком, Джезом Ашерстом, DJ Frank E и Алексом Стейси.
Производством занимались Теддер, Маджик и Фрэнк Э. Видео на трек было выпущено 22 июня 2018 года на YouTube-аккаунте OneRepublic.

## Описание
В мае 2018 года группа сотрудничала с рэпером Logic для продвижения второго сезона сериала Netflix «13 причин почему» . Start Again был выпущен как второй промо-трек американского сериала.
Песня была официально выпущена в цифровом формате 18 мая 2018 года.
Новая версия с итальянским рэпером Вегасом Джонсом выходит 15 июня 2018 года для итальянских радиостанций, а в цифровом формате — 22 числа того же месяца по всему миру.

## Участники записи
- Райан Теддер — вокал
- Зак Филкинс — акустическая гитара, бэк-вокал
- Дрю Браун — гитара, бэк-вокал
- Брент Катцл — бас, бэк-вокал
- Эдди Фишер — ударные

Другие музыканты
- Брайан Уиллетт — пианино, бэк-вокал
- Logic — голос
- Вегас Джонс — голос

## Клип
Музыкальное видео было выпущено 22 июня 2018 года.

## Отслеживание[что?]
Digital download
1."Start Again" (featuring Logic) — 2:45
Digital download
1.	«Start Again» (with Vegas Jones) — 2:42